# Shinji Hosoe
 (janvier 2019).
Si vous disposez d'ouvrages ou d'articles de référence ou si vous connaissez des sites web de qualité traitant du thème abordé ici, merci de compléter l'article en donnant les références utiles à sa vérifiabilité et en les liant à la section « Notes et références ».
 (janvier 2019).
Shinji Hosoe (細江 慎治, Hosoe Shinji, né le 28 février 1967 à Gero, préfecture de Gifu, Japon) est un compositeur et producteur de musique de jeux vidéo, il est à l'origine des bandes sons de Ridge Racer, Xenosaga 2, de la série Zero Escape ou encore Dragon Spirit et sa suite Dragon Saber (ja).

## Biographie
C'est pendant ses années collège que Shinji Hosoe se trouve une passion pour la musique, il commença à jouer du synthétiseur et jouera plus tard dans un "copy band", dès le milieu des années 1980, il intégra Namco où il travaillera en tant que testeur mais très vite il changea de poste au profit de la création sonore et musicale, son premier travail musical sera Dragon Spirit en 1987, durant cette période, il rencontre d'autres collègues tel que Ayako Saso, Takayuki Aihara (ja)et Nobuyoshi Sano (en) avec lesquels il collaborera souvent. En 1995, lui et quelques-uns de ses collègues quittèrent Namco pour rejoindre le studio Arika, ils créeront les bandes sons des Street Fighter EX et de Bushido Blade. En 2000, il crée sa propre boite SuperSweep (ja) dont il est directeur et par la même occasion, devient un compositeur indépendant avec d'autres musiciens qui ont travaillé avec lui pendant plusieurs années.

## Musique
Dans ses premières années dans le jeu vidéo, la musique de Shinji Hosoe est très influencée par la synthpop et le rock progressif, il cite des groupes et des artistes comme Yellow Magic Orchestra, Isao Tomita, Jean-Michel Jarre, Kraftwerk, Telex, The B-52's, Propaganda comme principales influences, cependant, à partir des années 1990, sa musique sera plus influencée par la techno et la musique rave alors en plein essor, c'est en découvrant quelques groupes, dont Altern-8, qu'il décidera d'incorporer ces genres musicaux dans les jeux, principalement dans le shoot Fighter & Attacker (en), le série Ridge Racer et les compilation Sampling Masters dont il est le producteur. en dehors de ses compositions électroniques, il sera aussi amené à composer et arranger avec l'aide d'autres musiciens, c'est notamment le cas sur les OST de Street Fighter EX, Under Defeat et Ibara.

## Discographie
- 1988 - Dragon Spirit (OST)
- 1988 - Quester (OST)
- 1988 - Ordyne (OST)
- 1988 - Assault (OST)
- 1989 - Metal Hawk (OST)
- 1989 - Dirt Fox (OST)
- 1990 - Final Lap 2 (OST)
- 1990 - Pistle daimyo bo Bouken (OST)
- 1991 - Dragon Saber (OST)
- 1992 - Galaxian 3 (OST)
- 1992 - Star Blade (OST)
- 1992 - F/A (OST)
- 1994 - Cyber Sled (OST)
- 1994 - Ridge Racer (OST)
- 1994 - Cyber Commando (OST)
- 1994 - Ridge Racer 2 (OST)
- 1995 - Mach Breakers (OST)
- 1995 - Rave racer (OST)
- 1995 - Cyber Cycles (OST)
- 1997 - Street Fighter EX (OST)
- 1998 - Street fighter EX 2 (OST)
- 1998 - Dirt dash (OST)
- 1999 - IS : Internal Section (OST)
- 1999 - Tetris : The Grand Master (OST)
- 2000 - Street Fighter EX 3 (OST)
- 2000 - Tetris : The Grand Master 2 (OST)
- 2001 - Technictix (OST)
- 2001 - Custo Robo (OST)
- 2001 - Key Board Mania 3rd MIX (OST)
- 2001 - Beat Mania II DX 5th Style (OST)
- 2001 - Gundam Battle Online (OST)
- 2001 - Hajime no Ippo The Fighting Victorious Boxers (OST)
- 2001 - Taikyokou Mahjong Net de Ron!(OST)
- 2001 - Drinving Emotion Type-S (OST)
- 2001 - Bushido Blade (OST)
- 2002 - Beat Mania II DX 6th Style (OST)
- 2002 - Jorogumo Shinden (OST)
- 2002 - Custom Robo GX (OST)
- 2002 - Technic Beat (OST)
- 2002 - Shuchu Chiryo Shitsu (OST)
- 2003 - Ever 17 Single Collection Action (Arrange)
- 2003 - Ever 17 Single Collection Action 2 (Arrange)
- 2003 - Ever 17 Single Collection Action 3 (Arrange)
- 2003 - Ever 17 Single Collection Action 4 (Arrange)
- 2003 - Naruto : Gekitou Ninja Taisen! (OST)
- 2003 - Dodonpachi Daiohjoh (OST)
- 2003 - Angel Maker : Hitotsu no Negai (OST)
- 2003 - perfect Prince (OST)
- 2003 - Bakuhatsu Gorou (OST)
- 2003 - Rockman EXE Transmission (OST)
- 2003 - Maho Shoujo Al 2 (Arrange)
- 2003 - Metroid Prime & Fusion (Arrange)
- 2003 - Seirem no Majotachi (Opening Theme)
- 2003 - Gekitou Pro : Yakyu (OST)
- 2003 - Naruto 2 (OST)
- 2003 - Street Fighter Tribute Album (Arrange)
- 2003 - Sister Contrast (OST)
- 2004 - Famicom 20th Anniversary Arrange Soundtracks (Arrange)
- 2004 - D→A : BLACK Dream Collection Vol.1 (Arrange)
- 2004 - D→A : BLACK Dream Collection Vol.2 (Arrange)
- 2004 - D→A : BLACK Dream Collection Vol.3 (Arrange)
- 2004 - D→A : BLACK Dream Collection Vol.4 (Arrange)
- 2004 - D→A : BLACK Dream Collection Vol.5 (Arrange)
- 2004 - D→A : BLACK Dream Collection Vol.6 (Arrange)
- 2004 - EspGaluda (OST)
- 2004 - Dark Chronicle (Premium Arrange)
- 2004 - Remember 11 Profesy Collection Vol.1 (Arrange)
- 2004 - Remember 11 Profesy Collection Vol.2 (Arrange)
- 2004 - Remember 11 Profesy Collection Vol.3 (Arrange)
- 2004 - Remember 11 Profesy Collection Vol.4 (Arrange)
- 2004 - Remember 11 Profesy Collection Vol.5 (Arrange)
- 2004 - Flowers (Arrange)
- 2004 - Phantasy Star Online Episode I & II (Premium Arrange)
- 2004 - Xenosaga Episode II : Jenseits von Gut und Bose (OST)
- 2004 - Ridge Racers (OST)
- 2005 - Ibara (OST)
- 2005 - Ridge Racer 6 (OST)
- 2005 - Hunks Work Shop! (OST)
- 2006 - Ridge Racer 7 (OST)
- 2006 - Ridge Racers 2 (OST)
- 2007 - Folklore (OST)
- 2008 - Technicbeat (OST)
- 2008 - Nanosweep6 (OST)

## Note
- Il est le frère de l'écrivaine Hiromi Hosoe, elle a participé à l'écriture de scénarios de plusieurs jeux vidéo, ainsi qu'à des adaptations en roman.
- Il est apparu dans l'émission Mon souvenir sur Nolife, il révèle qu'il est un fan de Blizzard, Diablo et Starcraft font partie de ses jeux préférés
- En 1992, il fonde "Troubadour Records", dédié à des projets solo différents des musiques du jeu, Il a fondé plusieurs groupes, Oriental Magnetic Yellow, en hommage à Yellow Magic Orchestra et Manikyua-Dan, un groupe d'electro-pop humoristique, ces 2 groupes ont produit des concerts live au Japon. Troubadour Records fermera en 2000 au profit de Super Sweep.